# 'Adhebah
'Adhebah, o 'Azeba, (in lingua ge'ez ዐዴበሐ, 'AḎBH, 'Aḏebäh; ... – III secolo) è stato un sovrano di Aksum.